# モントリオール・カナディアンズ
モントリオール・カナディアンズ（正式名：仏: Les Canadiens de Montréal、英: Montreal Canadiens）は、カナダ・ケベック州モントリオールを本拠としているナショナルホッケーリーグ（NHL）所属のプロアイスホッケーチームである。
NHL最古のチームであり、またいわゆる「オリジナル・シックス」（他にトロント・メープルリーフス、ボストン・ブルーインズ、シカゴ・ブラックホークス、ニューヨーク・レンジャース、デトロイト・レッドウィングス）の一つでもある。

## チーム名
チームの法人名称は「Le Club de hockey Canadien」、通常フランス語ではチーム名として「Les Canadiens de Montréal」が使われる。英語では「Montreal Canadiens」（英語のCanadiansではなく、フランス語綴りのCanadiensが英文でも通常使われる）。
愛称としては、フランス語ではle Bleu-Blanc-Rouge、le Tricolore、（いずれもチームカラーから）、les Habitants、le Canadien（いずれも先にカナダに移民したフランス系住民の意から）、les Glorieux、la Sainte-Flanelle、the Flying Frenchmenなどと呼ばれることもある。英語での愛称は「The Habs」。

## 歴史
北米のプロスポーツの中では、野球界のニューヨーク・ヤンキースを除けば、モントリオール・カナディアンズほど伝説に彩られた歴史を持ち、成功を収めたチームは存在しない。スタンレー・カップの優勝回数は、他のNHLチームを大きく引き離し、史上最多の計24回である。ちなみに、第2位は宿敵トロント・メープルリーフスの13回、3位はデトロイト・レッドウィングスの11回である。
2013-2014シーズン終了時でも、モントリオール・カナディアンズ、トロント・メープルリーフス、デトロイト・レッドウィングス以外にスタンレーカップを2桁(10回)制覇したチームはないにもかかわらず、カナディアンズにはスタンレーカップ制覇経験回数が10回以上の選手が3人(アンリ・リシャール,ジャン・ベリヴォー,イワン・クルノワイエ)もおり、北米4大プロスポーツリーグでこのような例(チャンピオンズリングが両手全てにはまる選手が3人もいる)は他にない(他の例はMLBではNYYのヨギ・ベラのみ、NBAではBOSのビル・ラッセルのみ、NFLは2桁優勝したチームも選手もいない)。
現在でもプレーオフ出場回数が多い常勝チームの一つであるものの、カップ制覇は1992-1993シーズンより離れており、1985-1986シーズンから導入されたプレジデンツトロフィーは2013-2014シーズン終了時現在、まだ一度もない。

### 1909年 - 1931年
モントリオール・カナディアンズはNHLの創設前から存在していた。このチームはNHLの前身であるNHA (National Hockey Association)の1909年起草メンバーである。1916年には太平洋岸ホッケー協会 (Pacific Coast Hockey Association、PCHA) のポートランド・ローズバッズ (Portland Rosebuds) を破り初のスタンレー・カップ優勝に輝く。なお翌年にも決勝に進出したが、シアトル・メトロポリタンズ (Seattle Metropolitans) に敗れた。
1917年、カナディアンズを含む5つのNHA加盟チームのオーナーがNHLを設立。その2年後チームは再びスタンレー・カップの桧舞台でシアトルと対峙するが、1勝1敗の後思わぬ悲劇が起こった。伝染性の流感(スペイン風邪)がシアトルを襲い、カナディアンズのスター選手ジョー・ホールが急逝したのである。このため残り試合は中止となった。
ホールの死に加え、翌年にチームはジョー・マローン (Joe Malone) を欠く（ジョー・マローンはNHL史上最も得点能力に優れた選手で現代の試合数のもとでプレーしたとすれば、シーズン100得点以上を上げられるという者もいる。）。マローンは活動休止状態にあったケベック・ブルドッグス (Quebec Bulldogs) からのレンタル選手であったが、1919年に活動を再開したのである。
1924年、チームはベテランのオーレル・ジョリア （Aurel Joliat） 及び Billy Boucher に新人のハウィー・モレンツ Howie Morenz を加えたラインを完成させ、カルガリー・タイガース（Calgary Tigers、Western Canada Hockey League (WCHL) 所属）及びバンクーバー・ミリオネアーズ（Vancouver Millionaires、PCHA所属）をプレーオフで破って再びトップに返り咲く。1925年は、ビクトリア・クーガース (Victoria Cougars、デトロイト・レッドウィングスの前身)に敗れる（なお、この年はWCHLのチームがスタンレー・カップに出場する最終年となる。）。
1925年は、カナディアンズはゴーリーのジョルジュ・ヴェジーナをその年の終わりに結核で失い、リーグ最下位でシーズン終了。翌1926年新ゴーリー、ジョージ・ヘインズワース (George Hainsworth) と契約を結ぶ。ヘインズワースは新設されたヴェジーナ賞（最優秀ゴーリーに与えられる賞）を受賞し、その後数年に渡ってリーグベストゴーリーとして君臨する。この年からモントリオール・フォーラムを本拠地とした。
リーグのレギュラーシーズン戦では常に顕著な成績を維持していたカナディアンスではあったが、プレーオフではなぜかつまづきを見せ、1930年になってやっと当時無敵と噂されたボストン・ブルーインズを下しスタンレー・カップ3度目の優勝を獲得した。1931年にもプレーオフでブルーインズを破り、カップ決勝ではオタワ・セネターズを下して4度目の優勝を果す。

### 1932年 - 1966年

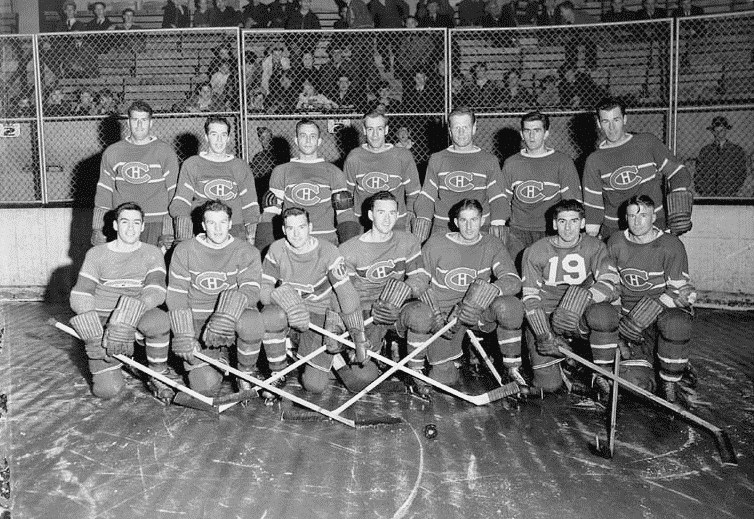
カナディアンズ 1942

1930年代初頭のスター選手（Morenz and Joliat）らがチームを去ると、1935 - 1936 シーズンはリーグ最低の記録に終わった。このような事態を憂慮したNHLは、2年間に限ってカナディアンズに対しすべてのフランス系カナダ人選手を保有する権利を与えた。このため、1936 - 1937 シーズンはNHLで自己第2位の成績を収めたのだが、またも Morenz の死という悲劇に襲われ、続いてシカゴ・ブラックホークスの Earl Seibert の活躍によって泣きをみることとなった。
カナディアンズは再び数シーズンを泥沼にあえいだが、モーリス・“ロケット”・リシャール、トー・ブレイク (Toe Blake) 及び エルマー・ラシュ(Elmer Lach) のパンチラインに導かれて、レギュラーシーズンを僅か5敗の成績で1944年のカップ優勝に到達した。
1944-1945シーズンは、リシャールがシーズン最終戦でNHL史上初となるシーズン50ゴールを上げたが、準決勝でトロント・メープルリーフスの前に敗退。翌シーズンはこれに奮起し、6度目のスタンレー・カップを獲得した。1957年、トムとハートランドのモルソン兄弟（カナダの大手ビール会社のオーナー）がチームを買収した。
1950年代はカナディアンズにとってまさに黄金時代であり、この時代のチームはNHL史上最強のチームであるとする声が高い。1951年から1960年に至るまで、毎年カップ決勝に進み6度の優勝を達成した（1956年から1960年までは5年連続優勝）。トー・ブレイクがコーチに就任すると、ジャン・ベリヴォー、ディッキー・ム−ア、ダグ・ハーヴィー、バーニー“ブーン・ブーン”・ジョフリオン、ゴーリーのジャック・プラント（Jacques Plante）や モーリス・リシャールの弟アンリらリーグを代表するスター選手を補強した。
当時のカナディアンズは、カナダ国民の間でとどまるところを知らない人気を博した。このことは例えば1955年、デトロイト・レッドウィングス戦でリシャールにシーズン残り試合出場停止処分が発表されると、熱狂的ファンが暴徒と化して通りに繰り出し、多額の損害を及ぼしたことからもわかる（俗にいう「リシャール暴動」）。カナディアンズは試合を没収され、決勝でもレッドウィングスに敗退した。
1956年ファームチームのピーターボロ・ピーツ (現OHL所属) をオンタリオ州ピーターボロに設立した。この年、ジャン・ベリヴォーがNHL選手として初めてスポーツ・イラストレイテッドの表紙を飾った。
1959年、ジャック・プラントがカナディアンズのゴーリーとして初めてマスクを着用した選手となった。
1960年“ロケット・リシャール”は引退したものの、1961年には6年連続カップ出場は確実視されていた。しかし、このときはプレーオフ準決勝で突然失速しシカゴ・ブラックホークスに敗れ去った。この後1965年に新人のイワン・クルノワイエ（Yvan Cournoyer）を擁しカップ優勝を果すまで、幾度となくプレイオフでの悲運に泣く。翌1966年も優勝を重ねた。
1967年、カナディアンズはスタンレー・カップ決勝で宿敵メープルリーフスに敗北した。

### 1967年 - 1986年
1967-1968シーズンではNHLの加盟チーム拡充があった。カナディアンスは駆け出しチームのセントルイス・ブルースをこの期以後も2年連続で決勝で下す。1970年にもレギュラーシーズン最終日でのタイブレークゲームでプレーオフ進出を逃した（このとき対戦相手のトロントも進出をはたせず、NHL史上初のカナダチームプレーオフ不出場となった。）。
1971年カナディアンズはブラックホークスを破り再び勝利への道を歩み始めた。この年に獲得した選手としては、ゴーリー、ケン・ドライデン（ルーキーイヤーに1試合平均失点2の記録と優秀な成績を残し、後にカップ優勝戦にも参加）や長年メープルリーフスで活躍したFrank Mahovlich らがいる。1972年（ギイ・ラフレールのルーキーシーズン）にはブルーインズに準々決勝で敗退したが、1973年シカゴを下して、スタンレー・カップ覇者に返り咲いた。
1974年は第1ラウンドでニューヨーク・レンジャースに敗れ、1975年は、準決勝でバッファロー・セイバーズの前に下った。しかし1976年は、ヘッド・コーチのスコティ・ボウマン(Scotty Bowman)統率の下、80試合中僅か8敗のNHL新記録を樹立し、カップ決勝に進出。3年連続優勝を目論むフィラデルフィア・フライヤーズの夢を阻んだ。当時の主力には、ラフレール (6期連続50ゴール以上の記録更新中であった。)、クルノワイエ、スティーブ・シャット（Steve Shutt）、ピート・マホブリッチ (Pete Mahovlich)、ラリー・ロビンソン (Larry Robinson) らがいる。この後1970年代にカナディアンズは3年連続カップ優勝を果した。
1980年代初頭までには、多くのカナダ人有力選手が引退やトレードでチームを去った（例外として、ボブ・ゲイニー（Bob Gainey）、ロビンソン、ラフレール等）。しかし、代わってスウェーデンの左ウイング、マッツ・ナズランド （Mats Naslund） やギイ・カルボノ（Guy Carbonneau）らをこの頃に獲得している。また、1985-1986 シーズンには新人有力ゴーリーのパトリック・ロワ(Patrick Roy)も加入。ロワは、カナディアンズにとって1980年代唯一のカップ優勝 (決勝は対カルガリー・フレームス戦) に貢献した。

### 1986年以降
1986年、パトリック・ロワがコーン・スマイス賞を史上最年少の20歳で受賞した。
1989年には、地元フォーラムでカルガリー・フレームスにしか敗れなかった。
カナディアンズは1990年代初頭まで堅実な成績を残す。1993年にはロサンゼルス・キングスを破ってカップ優勝。この期には、エドモントン・オイラーズの得点源であったヴァンサン・ダンフース（Vincent Damphousse） を引き抜き、他にフォワードのカーク・マラー（Kirk Muller）、ブライアン・ベロウズ（Brian Bellows）、ステファン・ルボー（Stephan Lebeau） を獲得。この4選手いずれもが、シーズン30ゴール以上を上げた。
1995年はチームがばらばらになってしまい、過去25年間で初めてプレーオフ進出を逃した。その年の12月にチーム崩壊の兆候が現れた。それは、ゴーリーのパトリック・ロワが対デトロイト・レッドウィングス戦で1試合9ゴールを与えた時である。勝ち目がなくなりヘッドコーチのマリオ・トレンブレイ (Mario Tremblay) が堪らずロワをベンチに下げたとき、ロワは当時の会長ロナルド・コーリー (Ronald Corey) の元へ歩み寄り「これが、オレの最後の試合だ (I just played my last game)」と告げた。その後ロワは、ベンチ裏の自分の座席をつかみ挑戦的な眼差しを向けながらトレンブレイに歩み寄った。ロワはその後、マイク・キーン（Mike Keane） と共にその年度のスタンレーカップ覇者となるコロラド・アバランチへ移籍する。交換選手はジョセリン・ティボー（Jocelyn Thibault）、アンドレイ・コバレンコ（Andrei Kovalenko）及びマルティン・ルチンスキー（Martin Rucinsky）であった。
1996年3月11日、伝統のモントリオール・フォーラムの最終戦でダラス・スターズを4対1で下す。次の土曜日に、カナディアンズは新ホームのモルソン・センター（2003年にベル・センターへ名称変更）へ移転する。1990年代後半には、ピエール・タージョン（Pierre Turgeon）、マーク・レッキ（Mark Recchi）、ウラジミール・マラホフ（Vladimir Malakhov）、パトリス・ブリズボワ（Patrice Brisebois） らの堅実な選手を保有していたが、1999年から2001年まで3期連続でプレーオフ進出を逃すなど低迷が続いた。当時はチームの身売り話さえ俎上に上り、2001年度モルソン家がチームを売りに出した時には、アメリカ人投資家の George N. Gillett Jr. が唯一の関心を持った買い手となった。
2001年秋には、1995年にチームに加入したセンターのサク・コイブ (Saku Koivu) が癌と診断されそのシーズン出場が絶望となった。しかし2002年には、彼の復帰、またゴーリーのホセ・セオドア(Jose Theodore) がハート記念賞に選ばれる活躍を見せた。セオドアの驚異的なストロングプレイに触発されたチームは、イースタン・カンファレンスのプレイオフ最終シードに踏みとどまった。第1ラウンドではブルーインズを下したが、第2ラウンドでシンデレラチームのカロライナ・ハリケーンズに敗退した。
2003年11月22日、カナディアンズはNHL初の野外試合ヘリテイジ・クラシック (Heritage Classic) に出場した。所はアルバータ州エドモントンのコモンウェルス・スタジアム、NHL記録となる55,000人の観客の前でオイラーズの4対3で勝利を決めた。この年、シーズン93ポイントでプレーオフでは第7シードであった（このあたりが、チームの曲がり角であったとする者もいる）。再びブルーインズと対戦し、1勝3敗から盛り返して勝ちを収めた。特にボストンで行われた第7試合の再逆転劇が際立つ。しかし、その後タンパベイ・ライトニングに敗北を喫した（ライトニングはこの年のカップ覇者）。
2008年11月22日の試合開始前にパトリック・ロワの背番号33を永久欠番とするセレモニーが行われた。
20–21シーズンは新型コロナの感染拡大によりノースディビジョンに所属。プレーオフ準決勝でゴールデンナイツ（ウェストディビジョン）を4勝2敗で破り27季ぶりのファイナル進出を果たす。本来ウェスタン・カンファレンス優勝チームに与えられるクラレンス・S・キャンベル・ボウルも獲得。

## スタンレーカップ戦績

### 優勝
1915-1916、1923-1924、1929-1930、1930-1931、1943-1944、1945-1946、1952-1953、1955-1956、1956-1957、1957-1958、1958-1959、1959-1960、1964-1965、1965-1966、1967-1968、1968-1969、1970-1971、1972-1973、1975-1976、1976-1977、1977-1978、1978-1979、1985-1986、1992-1993

### 準優勝
1913-1914, 1916-1917, 1924-1925, 1946-1947, 1950-1951, 1951-1952, 1953-1954, 1954-1955, 1966-1967, 1988-1989, 2020-2021